# 橫濱地方氣象台

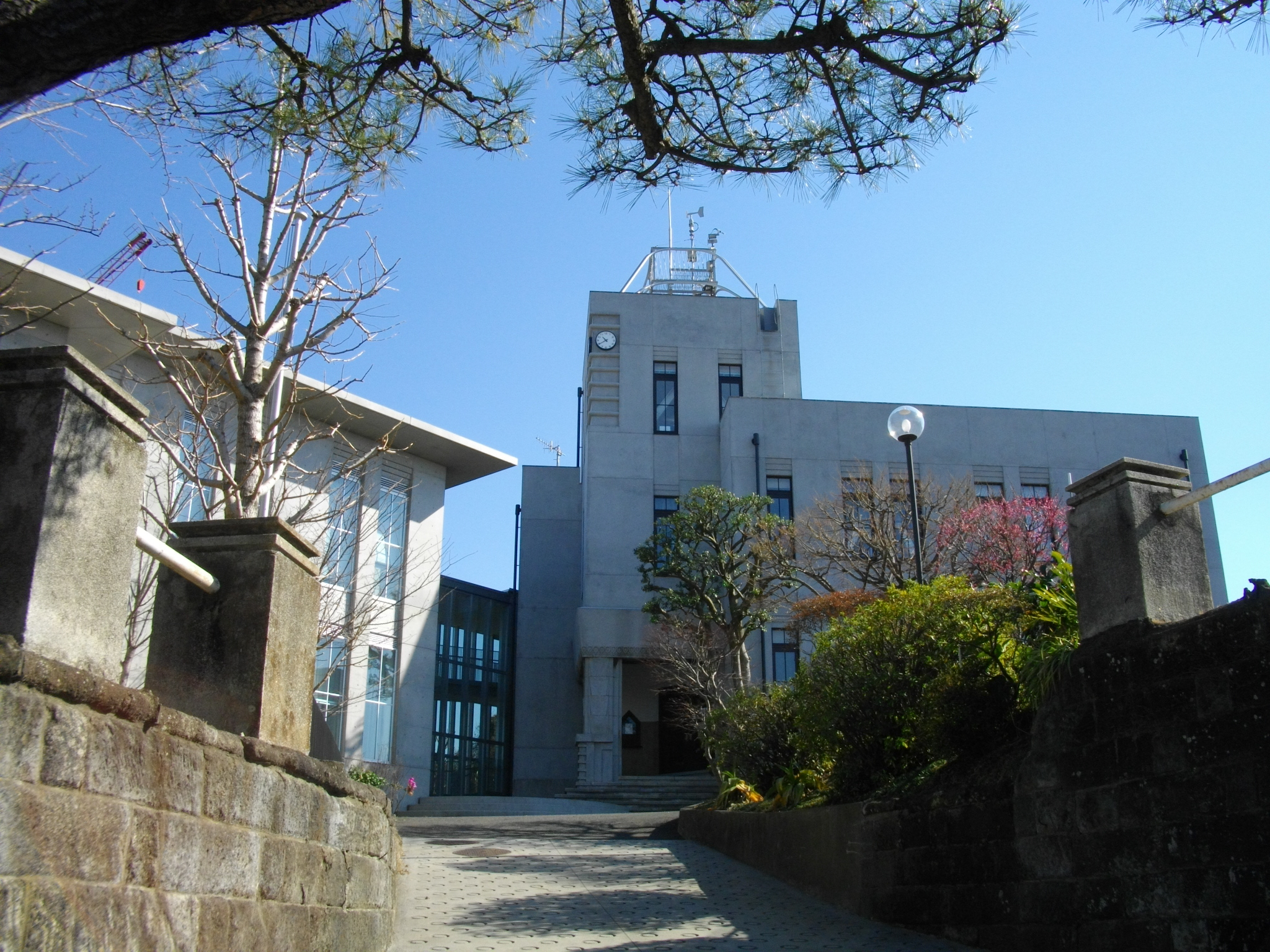

橫濱地方氣象台（日语：／ Yokohama chihō kishōdai */?）是位於日本神奈川縣橫濱市中區山手町的一座地方氣象台。氣象台的建築修建於1927年，是新藝術風格，亦是現存日本的氣象台建築中歷史第三古老的建築。

## 外部連結
- 官方网站